# Kladno
Kladno là một thành phố thuộc vùng Trung Bohemia của Cộng hòa Séc. Thành phố có tổng diện tích 37 km2. Theo điều tra năm 2009 là 71.006 người.